# Hycleus fraudulentus
Hycleus fraudulentus là một loài bọ cánh cứng trong họ Meloidae. Loài này được Bologna in Bologna & Turco miêu tả khoa học năm 2007.